# Confort

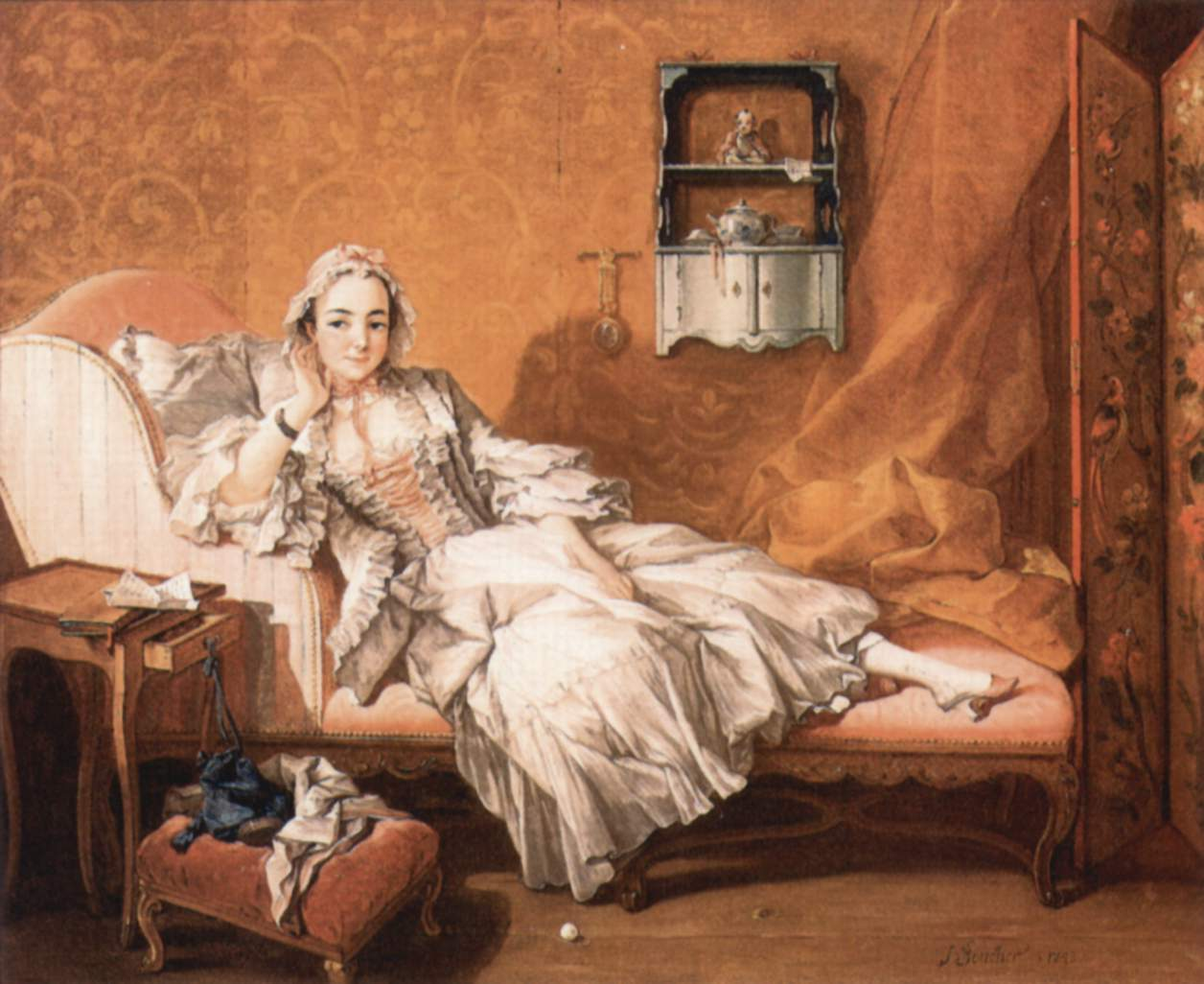
Dama en su chaise longue, de François Boucher, 1743. El estilo artístico rococó reflejaba el ideal de confort de la aristocracia del Ancien Régime.

Confort (galicismo procedente de la palabra francesa confort, que a su vez proviene del latín confortare) es aquello que produce bienestar y comodidades. A pesar de la equivocidad de los términos "confortable" y "confortabilidad" (que se aplican tanto a lo "que conforta, alienta o consuela" como a lo "que produce comodidad") no debe confundirse "confort" con la palabra española "confortar" (procedente del latín confortāre), que significa "dar vigor, espíritu y fuerza"; "animar, alentar, consolar al afligido".
Confort higrotérmico es la ausencia de malestar térmico, cuando los mecanismos fisiológicos termorreguladores no tienen que intervenir.
En una interpretación literaria, cualquier sensación agradable o desagradable que sienta el ser humano le impide concentrarse en lo que tiene que hacer; la mejor sensación global durante la actividad es la de no sentir nada, sino indiferencia frente al ambiente: esa situación sería el confort, para realizar una actividad el ser humano debe ignorar el ambiente (tener confort).